# Ray J
Ray J, de son vrai nom William Ray Norwood Jr., né le 17 janvier 1981 à McComb dans l'État du Mississippi, est un chanteur de R&B, parolier et acteur de cinéma américain.

## Biographie

### Enfance et éducation
Ray J, né à McComb dans le Mississippi, est le fils de  William Ray “Willie” Norwood Sr. et de Sonja Bates-Norwood . À ses deux ans, sa famille emménage en Californie pour s'installer dans la ville de Carson.
Il est le frère cadet de la chanteuse Brandy, avec qui il a tourné dans la série Moesha au milieu des années 90. Toujours avec sa sœur, il a repris le titre Another Day in Paradise sur l'album hommage à Phil Collins : Urban Renewal. Il est de plus présent sur le clip de sa sœur Right Here (Departed) au début.

### Carrière
Il commence sa carrière en participant au The Sinbad Show (en) de 1993 à 1994.
En janvier 2017 il participe à Celebrity Big Brother 19 ou il parle ouvertement de sa sextape avec Kim Kardashian devant les caméras. Il y côtoie le comédien James Cosmo, le footballeur Jamie O'Hara, le groupe Jedward, l'animatrice Coleen Nolan, et les vedettes de télévision Heidi Montag et Spencer Pratt. Au bout du 8e jour il abandonne l'aventure.

## Vie privée
En 2006, Ray J est en couple avec l'actrice Pamela Anderson,.
Ray J a eu une relation avec Whitney Houston à laquelle il rend hommage à la suite de son décès et regrette ses disputes avec elle.
En août 2016, Ray J épouse la mannequin afro-américaine Princess Love,,. Le 2 janvier 2020, le couple accueille leur premier garçon qu'ils nomment Epik Ray Norwood. En mai 2020, le couple initie une procédure de divorce.    

## Affaire de la sextape avec Kim Kardashian
En 2007, une sextape tournée en 2003 dans laquelle il figure avec Kim Kardashian, est diffusée sur le net et fait le buzz,. Ray J surfera d'ailleurs sur l'engouement médiatique autour du couple que forme Kim Kardashian avec le rappeur Kanye West en dévoilant un titre provocateur intitulé "I Hit It First" en 2013, dans lequel il revendique l'antécession sur la vie sexuelle de Kim. Le chanteur réitérera les propos diffamants à l'encontre de son ex compagne en 2016 dans le morceau "Famous", en collaboration avec le chanteur Chris Brown.
En mai 2022, excédé par les allégations de Kim Kardashian au cours du show familial de cette dernière,, Ray J révèle que la fuite de sa sextape avec Kim Kardashian était orchestrée depuis le départ en connivence avec Kris Jenner dans une quête de notoriété,. Ces révélations interviennent après des années de rumeurs autour de cette affaire.

## Prise de position politique
En 2018, il défend  Kanye West pour son soutien au président Donald Trump, en déclarant « “I think he has a lot of great relationships that can help the African-American community,” said Ray J. “He’s in the room now. We always wanted to be in the room, so if you’re talking to the president, personally that’s a big move, that’s a big step. So I respect that.” » / Je pense qu'il a un réseau de relations qui peut aider la communauté afro-américaine, maintenant il est dans le Bureau ovale, nous  (les Afro-Américains) nous avons toujours voulu y être, maintenant si nous pouvons parler au Président, c'est un progrès, un grand pas, c'est pourquoi je respecte ça.

## Discographie
- Everything You Want (1997)
- This Ain't the Game (2001)
- Raydiation (2005)
- All I Feel (2008)
- Raydiation 2 (2012)

## Filmographie

### Films
- 1996 : Mars Attacks!, Cedric Williams
- 1997 :Steel , Martin Irons
- 1999 : Aftershock : Tremblement de terre à New York, Clayton
- 2004 : Christmas at Water's Edge (en)
- 2009 : A Day in the Life (film) (en), Pinky[23]

### Séries télévisées
- 2003 : Black Sash, Bryan Lanier
- 1995-1998 : Moesha, Dorian Long

### Vidéo
- 2007 : vidéo pornographique Kim Kardashian, Superstar (sextape) - lui-même - vidéo qui a lancé la carrière médiatique de Kim Kardashian[24],[25].